# Slofhak
Slofhak (Anthoxanthum aristatum, synoniem: Anthoxanthum puelii) is een eenjarige plant, die behoort tot de grassenfamilie (Poaceae). De soort staat op de Nederlandse Rode lijst van planten als vrij zeldzaam en zeer sterk afgenomen. Het aantal chromosomen is 2n = 10. De plant komt van nature voor in Eurazië. Slofhak heeft in tegenstelling tot gewoon reukgras (Anthoxanthum odoratum) een scherpe, niet zo aangename geur. Hij bloeit van mei tot juli.

## Beschrijving
De sterk uitstoelende plant wordt 4–40 cm hoog. De geknikt opstijgende stengels zijn aan de voet sterk vertakt. De bladeren zijn 0,8–6 cm lang en 1–5 mm breed. De onderste bladscheden zijn op de schedemond na kaal. Het tot 3 mm lange tongetje (ligula) is spits.
De bloeiwijze is een langwerpige, min of meer losbloemige, 1 tot 4 cm lange aarpluim. Een aartje bestaat uit twee steriele bloempjes met daarboven een fertiel bloempje. Het onderste, 6 mm lange kelkkafje van het aartje is kaal en het tweede, 8 mm lange kelkkafje heeft een meestal stekelpuntige top. Het tweede paar kelkkafjes heeft lange kafnaalden, is zonder de kafnaalden 3 mm lang en is wel behaard. De kroonkafjes zijn zeer klein en ongeveer 1,5 mm lang. De bleekgele helmknoppen zijn 2,5-3,5 mm lang. De stamper heeft twee stempels. De vrucht is een 0,7 mm langeen 0,4 mm brede graanvrucht.

## Ecologie en verspreiding
Slofhak geeft de voorkeur aan open, zonnige, droge en zure, stikstofarme, matig voedselarme tot matig voedselrijke, kalk- en humusarme zandgrond. Dit eenjarige gras groeit in graanakkers (voornamelijk roggeakkers), op omgewerkte plaatsen in bermen en braakliggende grond, op ruderale plaatsen en bouwterreinen, in perken en schrale weilanden en verder langs spoorwegen en stortplaatsen, op industrie- en haventerreinen. De soort is zeer sterk achteruit gegaan met het verdwijnen van de roggeteelt. Ze verschilt van het sterk gelijkende gewoon reukgras door de al bij de voet sterk vertakte stengels.
De plant stamt oorspronkelijk uit Zuidwest-Europa en Noord-Afrika en is in grote delen van West-Europa ingeburgerd. De soort, waarvan in Nederland de eerste vondst in 1837 is gedaan, is plaatselijk nog vrij algemeen in Gelderland en Overijssel, vrij zeldzaam in Midden- en Noordoost-Nederland, zeldzaam in Noord-Brabant en Limburg en elders zeer zeldzaam. In België is de soort vrij zeldzaam in de Kempen en zeldzaam in de Maasvallei, elders is ze zeer zeldzaam. Slofhak werd er in 1881 voor het eerst gevonden.

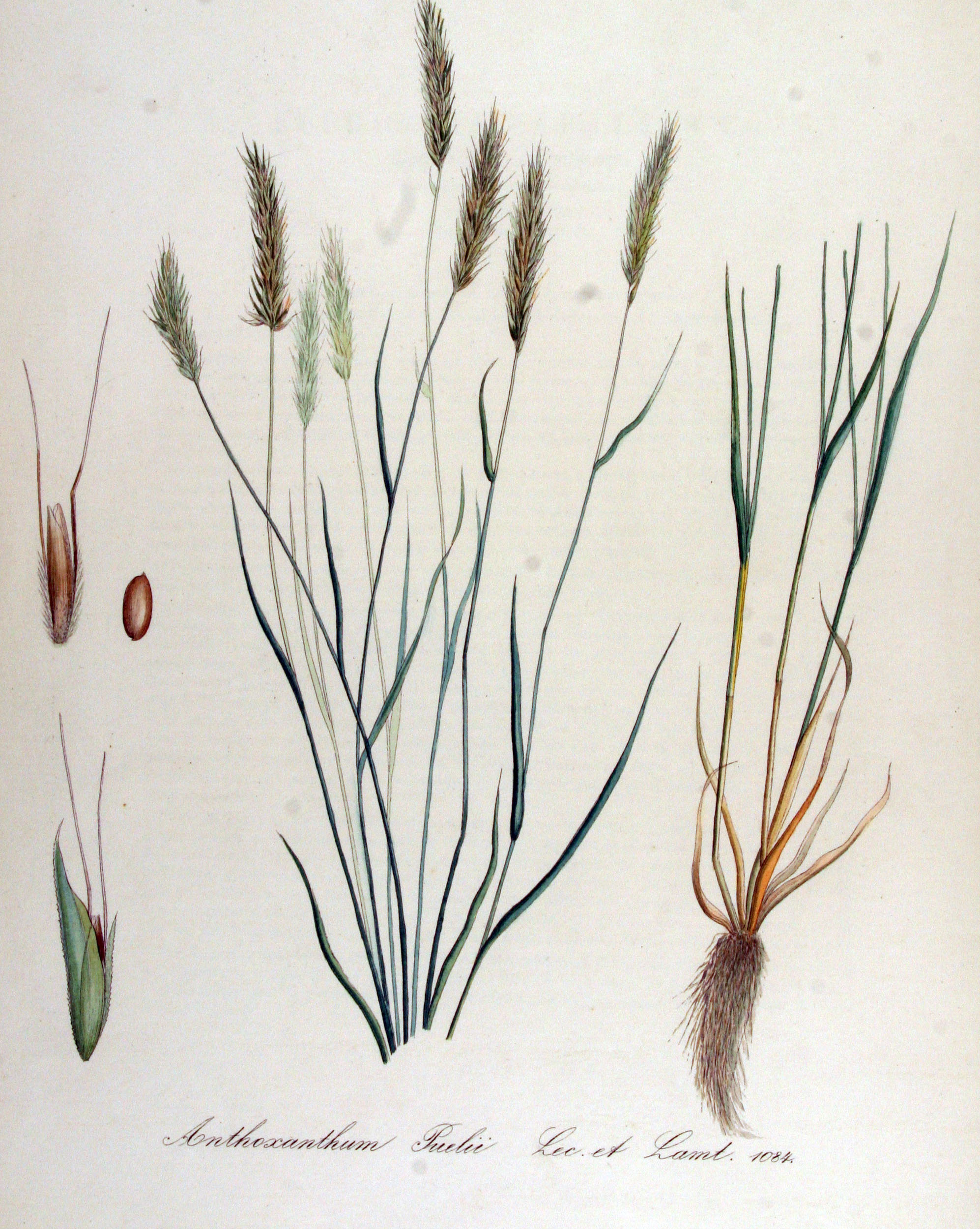
Flora Batava
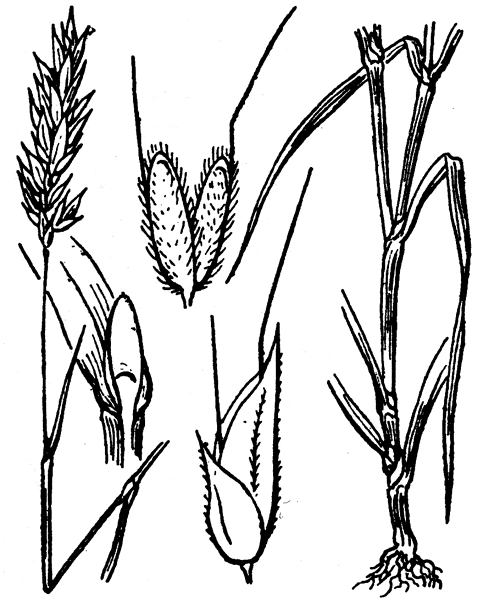
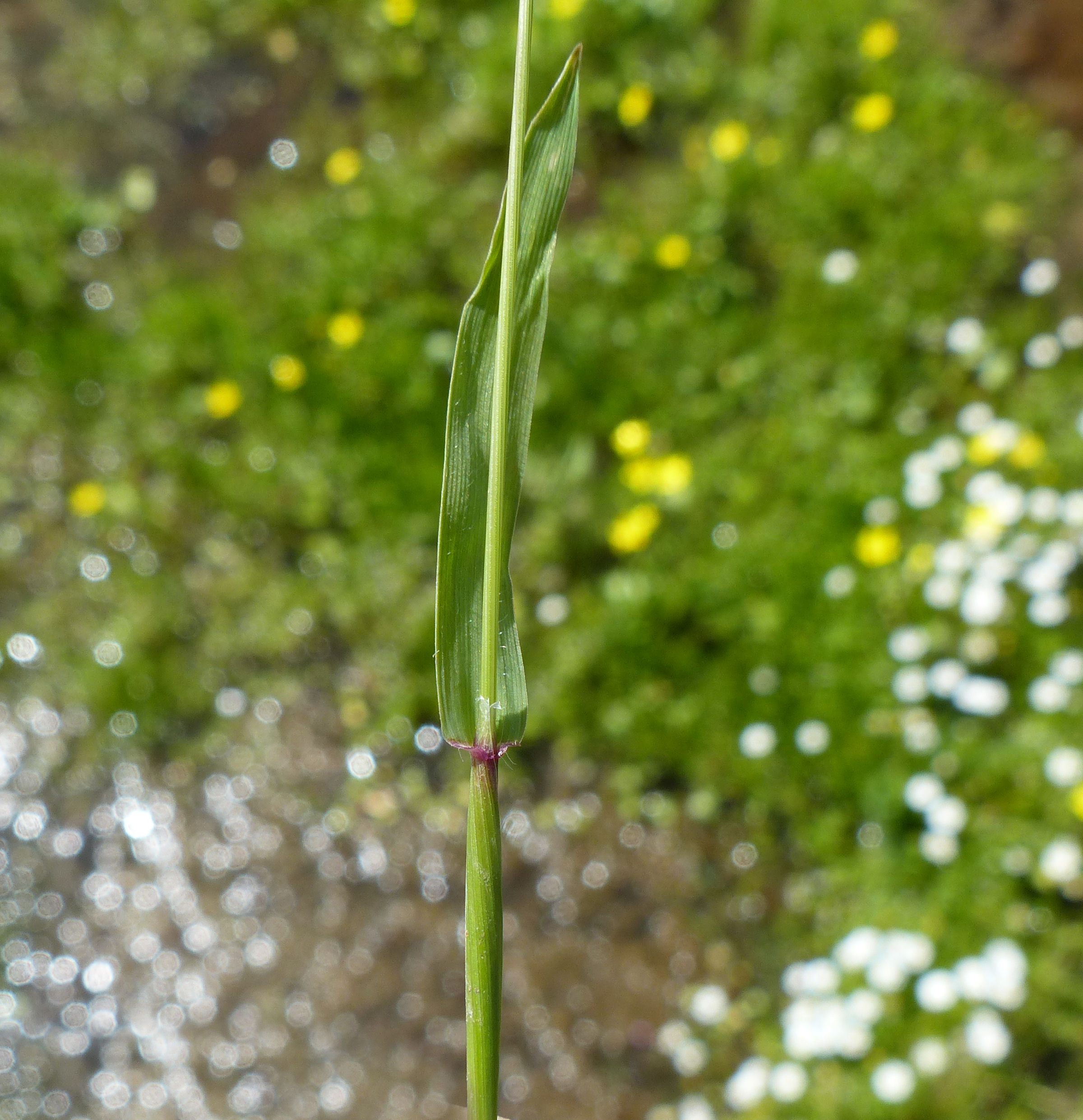
Tongetje
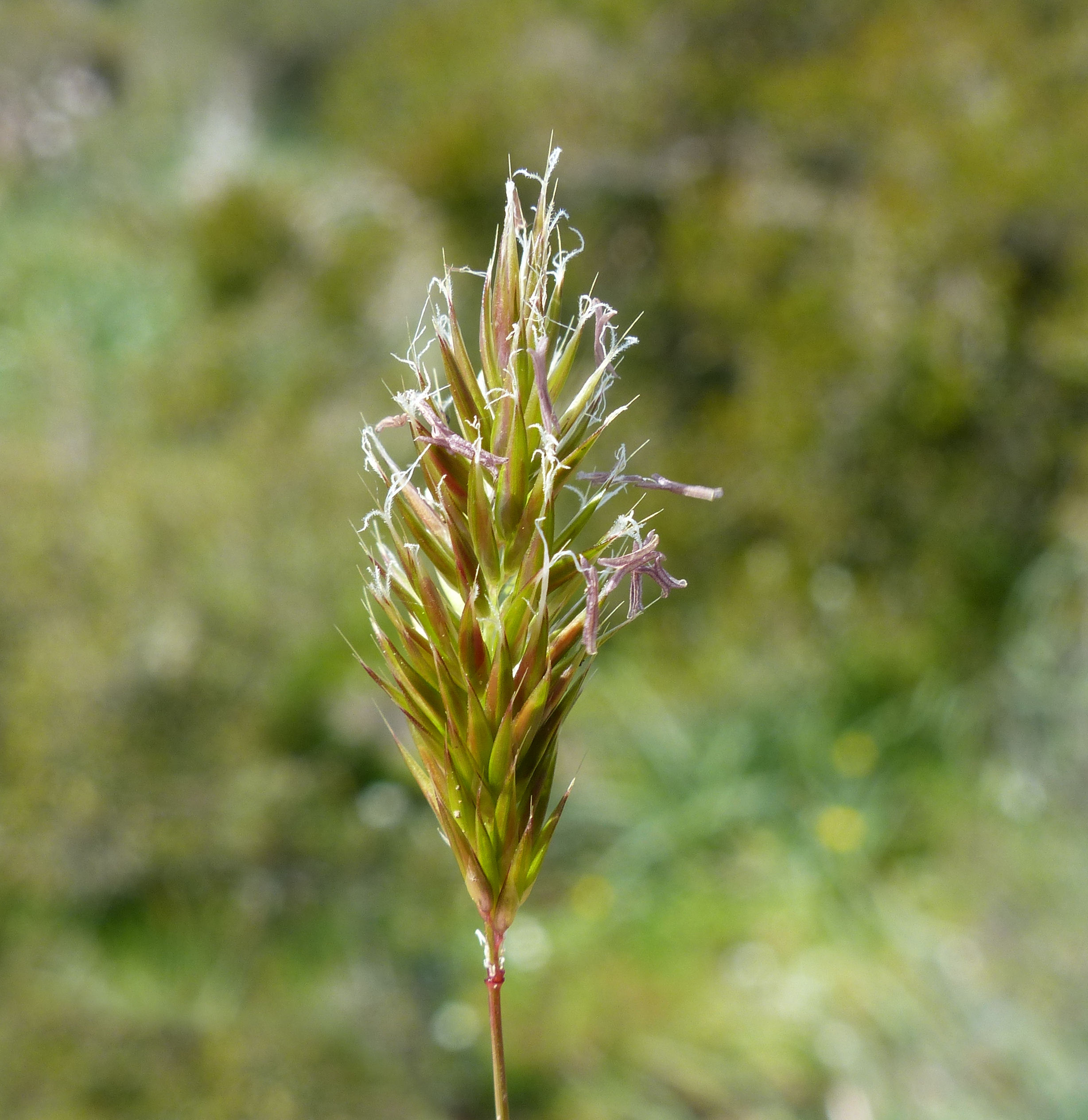
Aarpluim
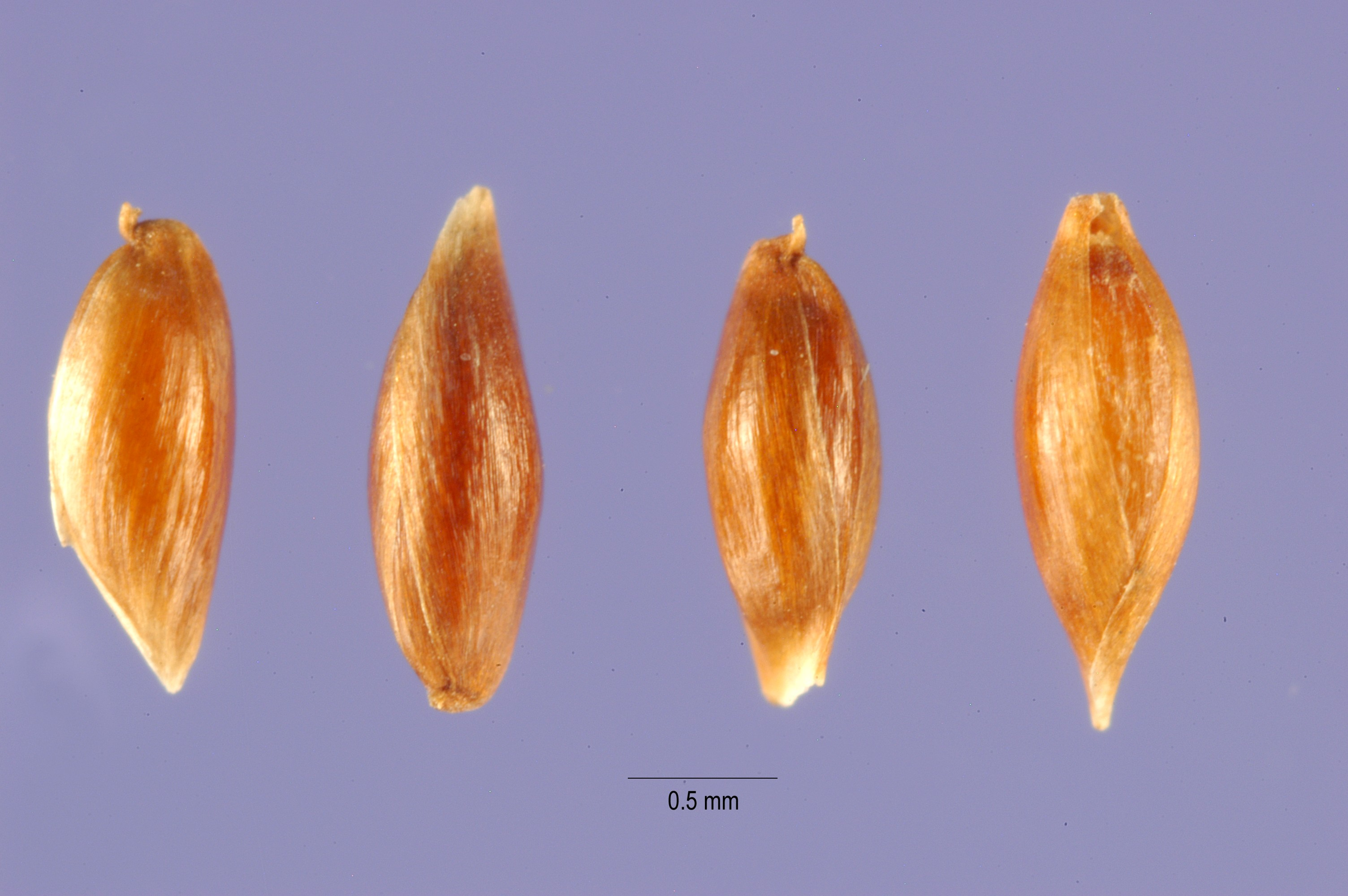
Vruchten